# Tamnofílids
Els tamnofílids (Thamnophilidae) són una gran família d'ocells passeriformes originaris de l'Amèrica Central i del Sud subtropical i tropical, des de Mèxic fins a l'Argentina. Algunes espècies són conegudes com a botxí formiguer. Estan relacionats amb els formicàrids, els furnàrids i els conopofàgids.

## Llista de gèneres
La present classificació en subfamílies i tribus segueix els treballs de Jan Ohlson i col. 2013. Segons la classificació de IOC World Bird List (versió 10.2, 2020) aquesta família està formada per 62 gèneres amb 237 espècies:
Subfamília dels eucrepomidins (Euchrepomidinae) 
- - Gènere Euchrepomis, amb 4 espècies

Subfamília dels mirmornitins (Myrmornithinae) 
- - Gènere Myrmornis, amb una espècie: formiguer alabarrat (Myrmornis torquata)
  - Gènere Pygiptila, amb una espècie: batarà estelat (Pygiptila stellaris)
  - Gènere Thamnistes, amb dues espècies.

Subfamília dels tamnofilins (Thamnophilinae) 
- Tribu Microrhopiini
  - Gènere Microrhopias, amb una espècie: formigueret del Quijos (Microrhopias quixensis)
  - Gènere Neoctantes, amb una espècie: batarà becfalcat (Neoctantes niger)
  - Gènere Clytoctantes, amb dues espècies.
  - Gènere Epinecrophylla, amb 8 espècies.
  - Gènere Myrmorchilus, amb una espècie: formigueret dorsiestriat (Myrmorchilus strigilatus)
  - Gènere Aprositornis, amb una espècie: formiguer del Yapacana (Aprositornis disjuncta)
  - Gènere Ammonastes, amb una espècie: formiguer ventregrís (Ammonastes pelzelni)
  - Gènere Myrmophylax, amb una espècie: formiguer gorjanegre (Myrmophylax atrothorax)
- Tribu Formicivorini
  - Gènere Myrmotherula, amb 25 espècies
  - Gènere Terenura, amb dues espècies.
  - Gènere Myrmochanes, amb una espècie: formiguer encaputxat (Myrmochanes hemileucus)
  - Gènere Formicivora, amb 8 espècies.
  - Gènere Stymphalornis, amb una espècie: formigueret d'aiguamoll (Stymphalornis acutirostris)
- Tribu Thamnophilini
  - Gènere Dichrozona, amb una espècie: formigueret de bandes (Dichrozona cincta)
  - Gènere Rhopias, amb una espècie: formigueret gorjaesquitxat (Rhopias gularis)
  - Gènere Isleria, amb dues espècies.
  - Gènere Thamnomanes, amb 4 espècies.
  - Gènere Megastictus, amb una espècie: batarà perlat (Megastictus margaritatus)
  - Gènere Herpsilochmus, amb 17 espècies
  - Gènere Dysithamnus, amb 8 espècies
  - Gènere Thamnophilus, amb 30 espècies.
  - Gènere Sakesphorus, amb 3 espècies.
  - Gènere Biatas, amb una espècie: batarà barbablanc (Biatas nigropectus)
  - Gènere Cymbilaimus, amb dues espècies.
  - Gènere Taraba, amb una espècie: batarà encaputxat (Taraba major)
  - Gènere Mackenziaena, amb dues espècies.
  - Gènere Frederickena, amb tres espècies.
  - Gènere Hypoedaleus, amb una espècie: batarà maculat (Hypoedaleus guttatus)
  - Gènere Batara, amb una espècie: batarà gegant (Batara cinerea)
  - Gènere Xenornis, amb una espècie: batarà carablau (Xenornis setifrons)
- Tribu Pithyini
  - Gènere Pithys, amb dues espècies.
  - Gènere Phaenostictus, amb una espècie: formiguer ocel·lat (Phaenostictus mcleannani)
  - Gènere Gymnopithys, amb tres espècies.
  - Gènere Oneillornis, amb dues espècies.
  - Gènere Rhegmatorhina, amb 5 espècies.
  - Gènere Phlegopsis, amb tres espècies.
  - Gènere Willisornis, amb dues espècies.
  - Gènere Drymophila, amb 11 espècies.
  - Gènere Hypocnemis, amb 8 espècies
  - Gènere Sciaphylax, amb dues espècies.
  - Gènere Cercomacroides, amb 6 espècies.
  - Gènere Cercomacra, amb 7 espècies.
- Tribu Pyriglenini
  - Gènere Myrmoderus, amb 5 espècies.
  - Gènere Hypocnemoides, amb dues espècies.
  - Gènere Hylophylax, amb tres espècies.
  - Gènere Sclateria, amb una espècie: formiguer de pit esquitxat (Sclateria naevia)
  - Gènere Myrmelastes, amb 8 espècies.
  - Gènere Poliocrania, amb una espècie: formiguer dorsicastany (Poliocrania exsul).
  - Gènere Ampelornis, amb una espècie: formiguer capgrís (Ampelornis griseiceps)
  - Gènere Sipia, amb 4 espècies.
  - Gènere Myrmeciza, amb una espècie: formiguer ventreblanc (Myrmeciza longipes)
  - Gènere Myrmoborus, amb 5 espècies.
  - Gènere Gymnocichla, amb una espècie: formiguer calb (Gymnocichla nudiceps)
  - Gènere Pyriglena, amb 5 espècies.
  - Gènere Rhopornis, amb una espècie: formiguer esvelt (Rhopornis ardesiacus)
  - Gènere Percnostola, amb dues espècies.
  - Gènere Akletos, amb dues espècies.
  - Gènere Hafferia, amb tres espècies.